# Hermann Handler
Hermann Handler (* 8. Dezember 1882 in  Lichtenegg; † 26. Dezember 1968 ebenda) war ein österreichischer Politiker (CSP) und Wirtschaftsbesitzer. Handler war von 1926 bis 1927 sowie von 1929 bis 1932 Abgeordneter zum Landtag von Niederösterreich.
Handler besuchte nach der Volksschule landwirtschaftliche Kurse und übernahm in der Folge die elterliche Wirtschaft. Handler stand 50 Jahre als Obmann der örtlichen Raiffeisenkasse vor und wirkte ab 1919 als Gemeinderat in Lichtenegg. Von 1932 bis 1938 hatte er das Amt des Bürgermeisters inne. Handler vertrat die Christlichsoziale Partei zwischen dem 10. November 1926 und dem 20. Mai 1927 sowie zwischen dem 17. September 1929 und dem 21. Mai 1932 im Niederösterreichischen Landtag. Handler wurde zum Ehrenbürger von Lichtenegg ernannt. 